# Mike Livingston
Mike Livingston é um ex-jogador profissional de futebol americano estadunidense.

## Carreira
Mike Livingston foi campeão da Super Bowl IV jogando pelo Kansas City Chiefs.